# Karatsu, Saga

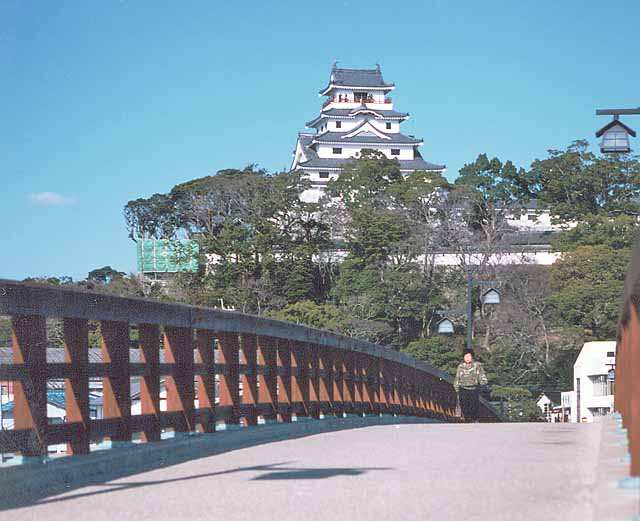
Thành Karatsu

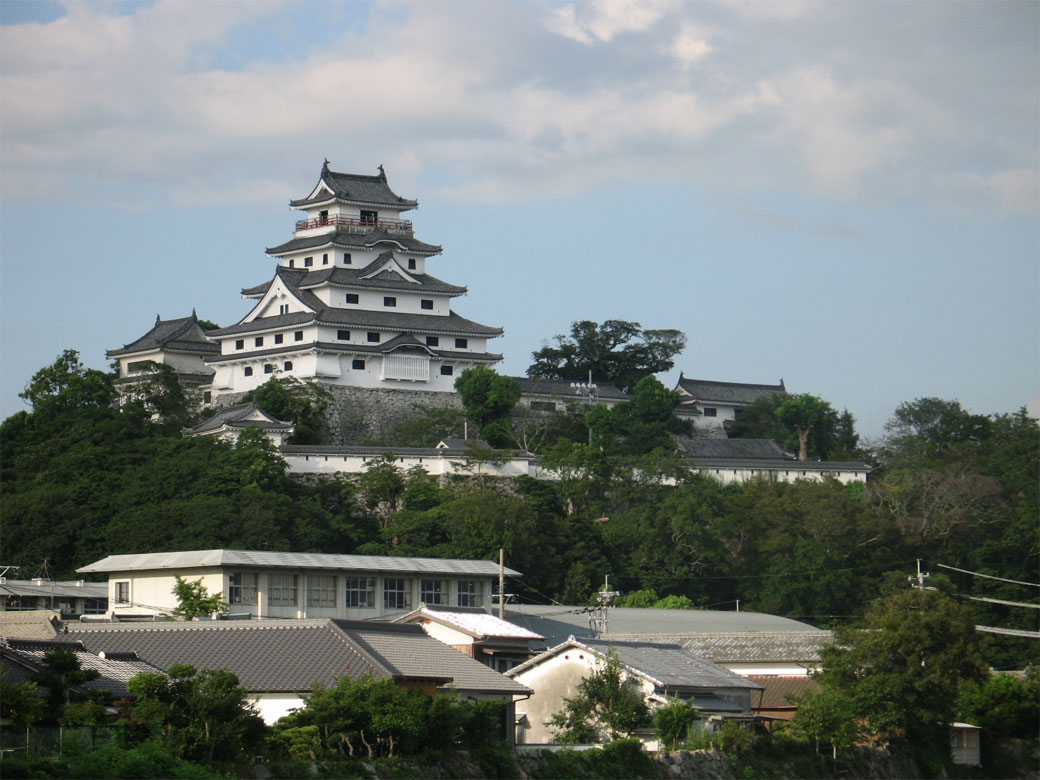
Thành Karatsu nhìn ra thành phố Karatsu

Karatsu (唐津市 Karatsu-shi, Đường Tân) là một thành phố thuộc tỉnh Saga, Nhật Bản. Khu trung tâm của thành phố Karatsu, không bao gồm các khu mới mở rộng, có dân số 78.386 người.

## Hình ảnh

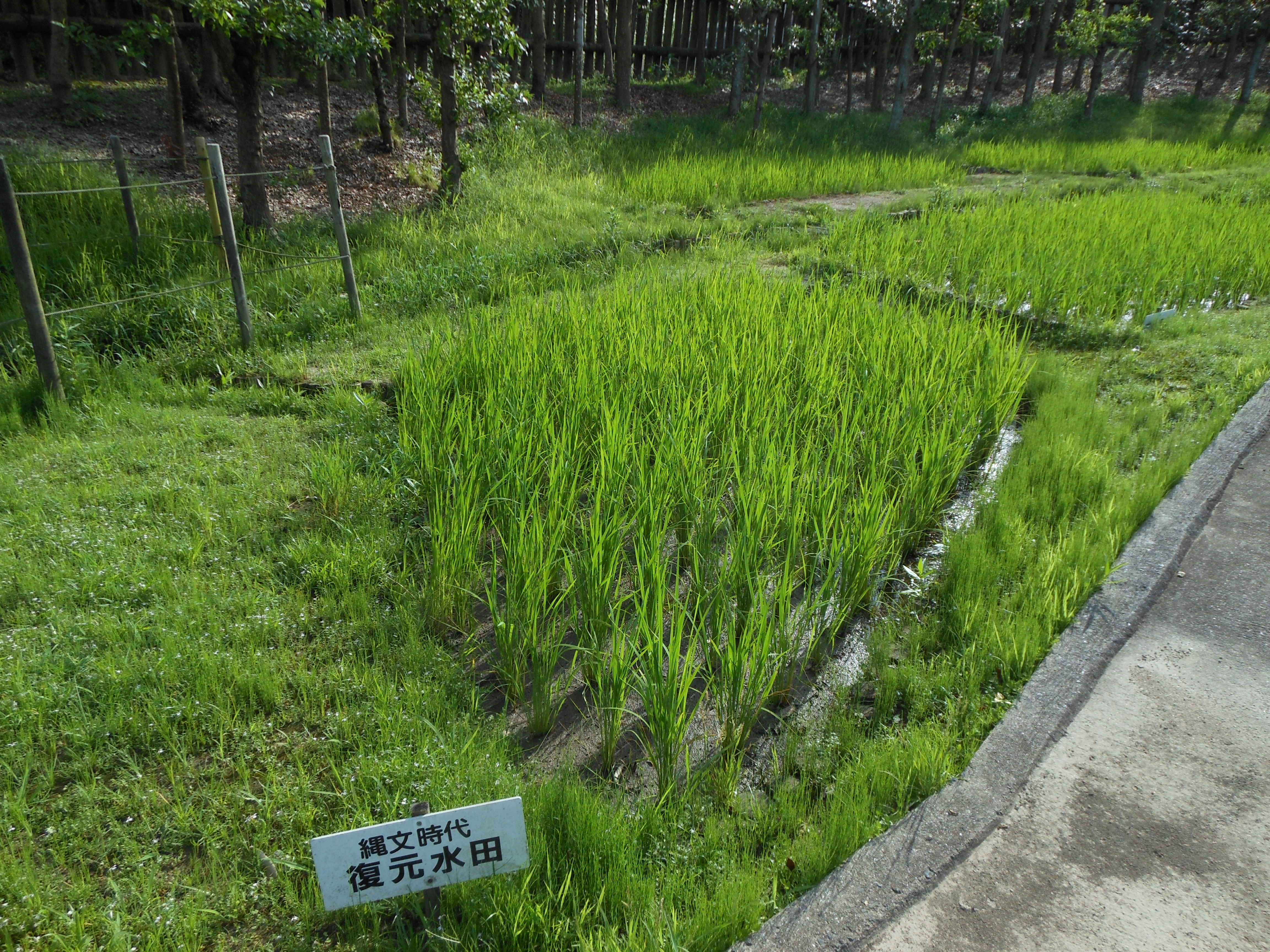
菜畑遺跡
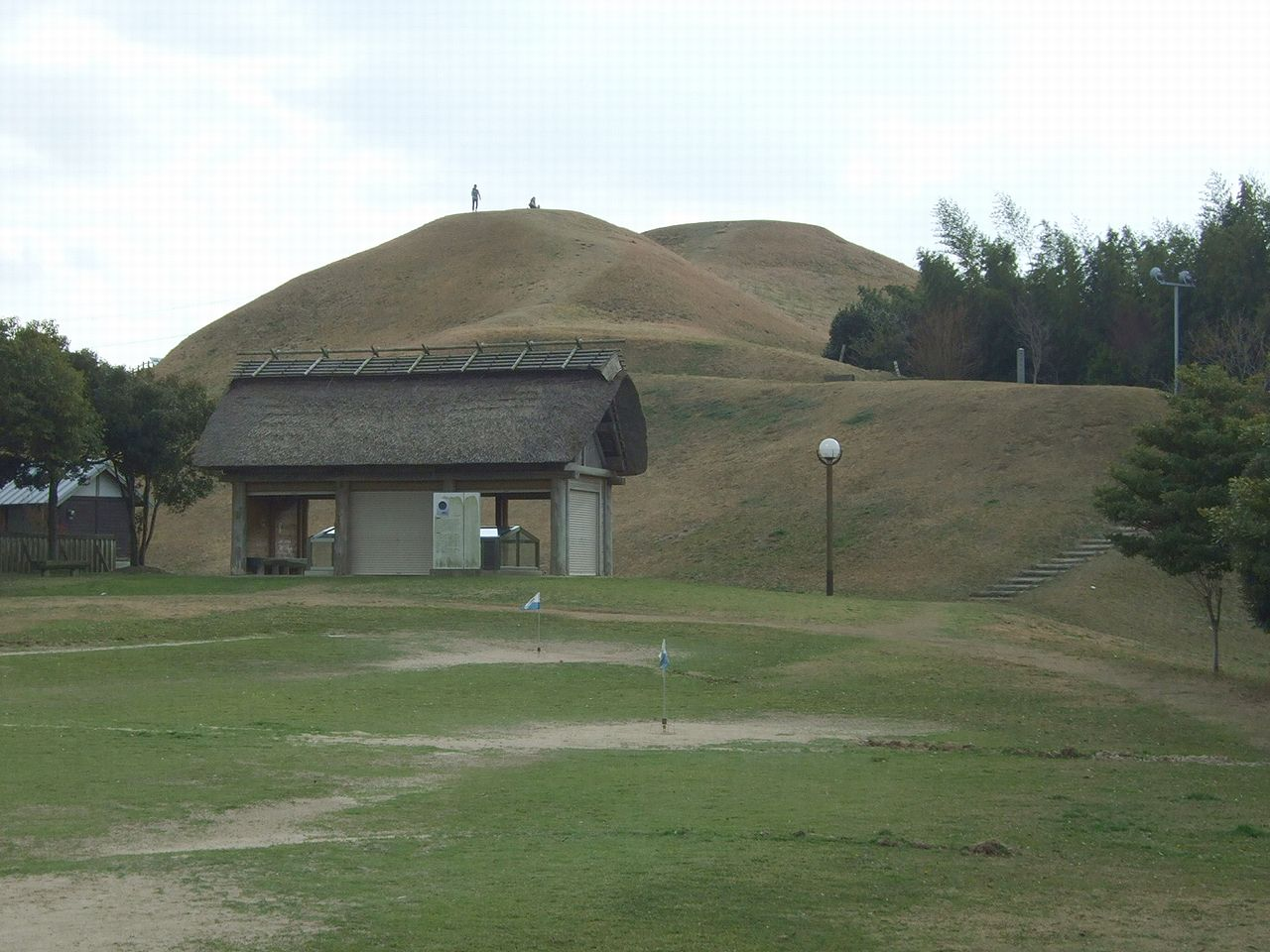
久里双水古墳
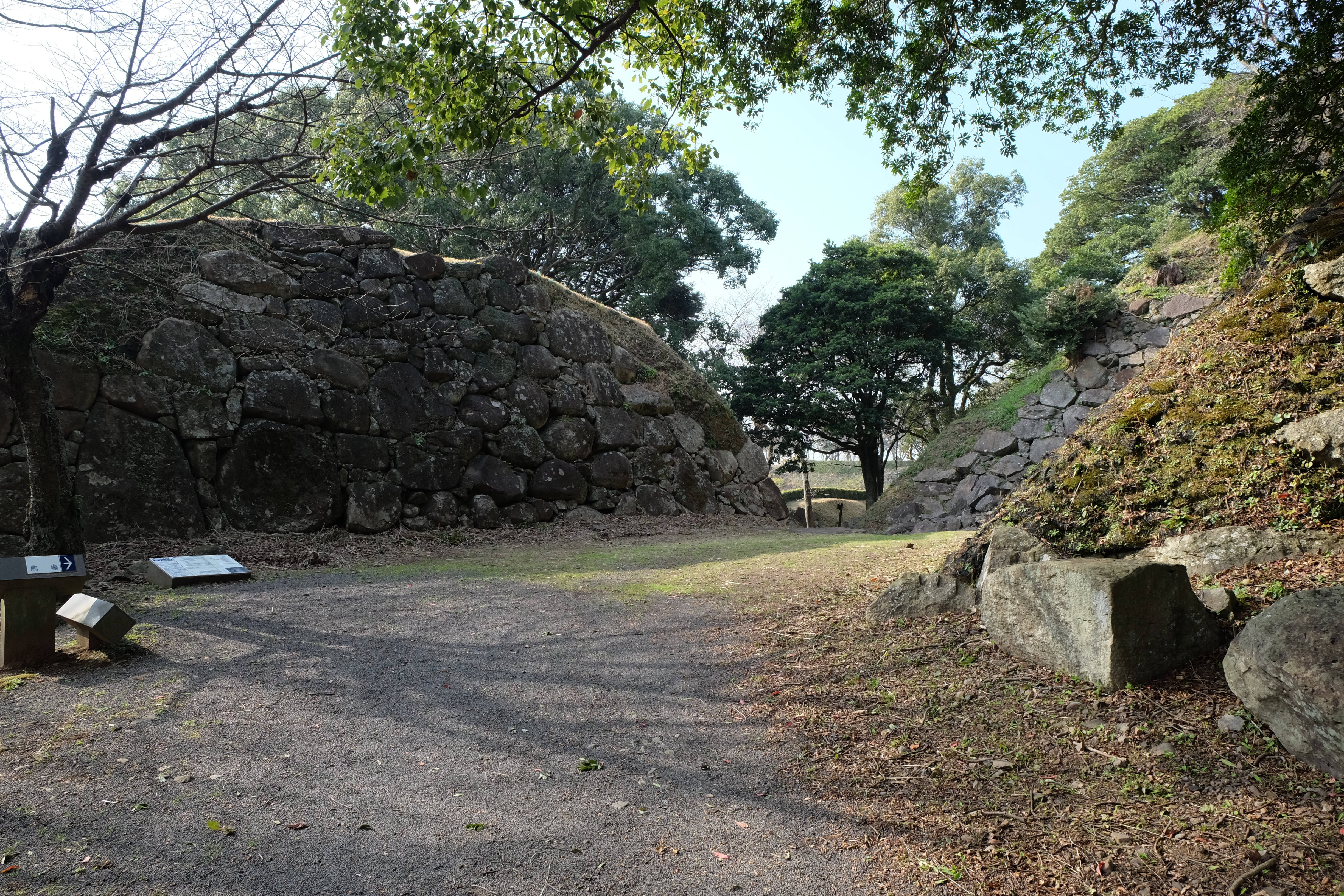
名護屋城
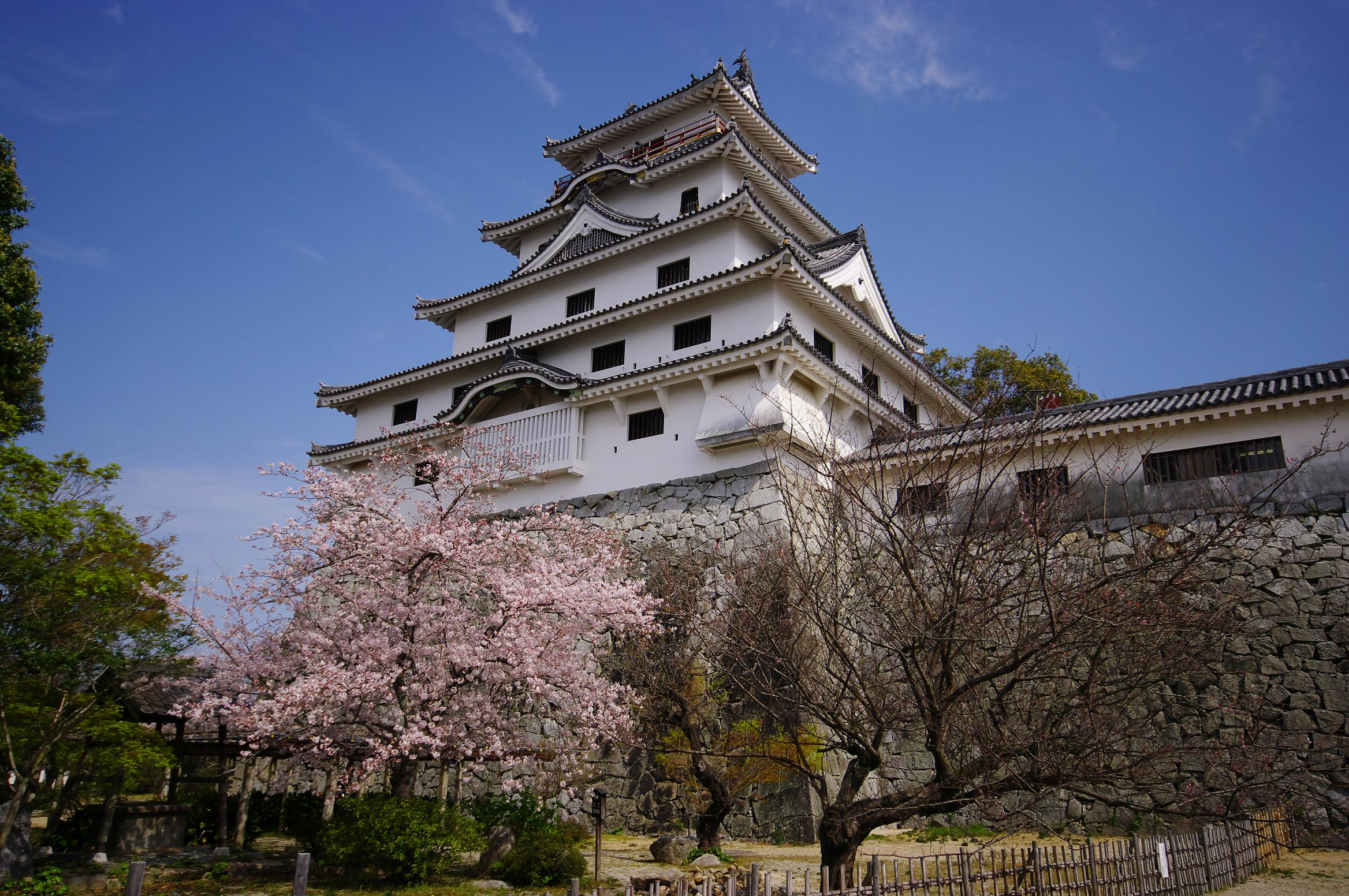
唐津城
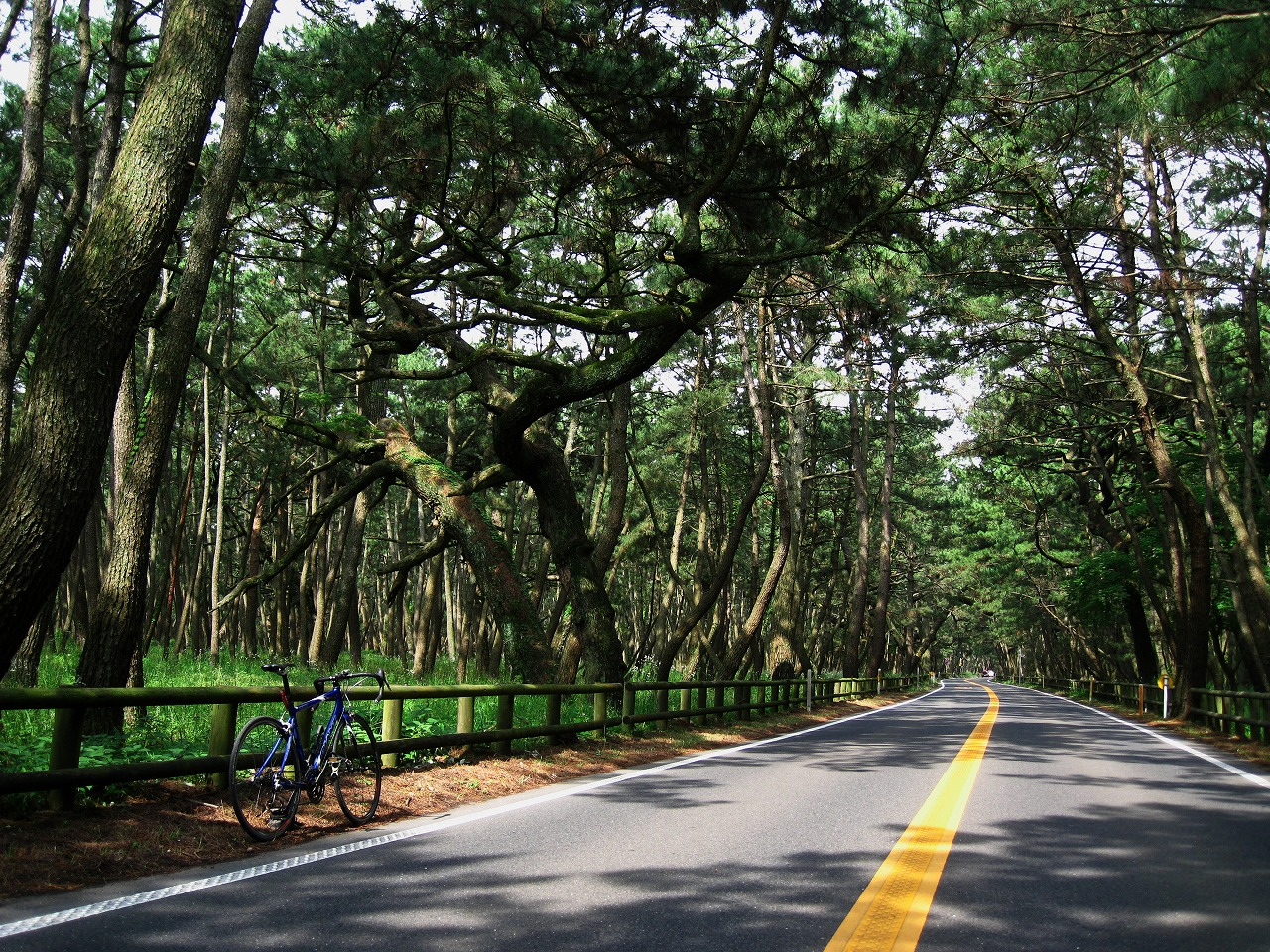
虹の松原
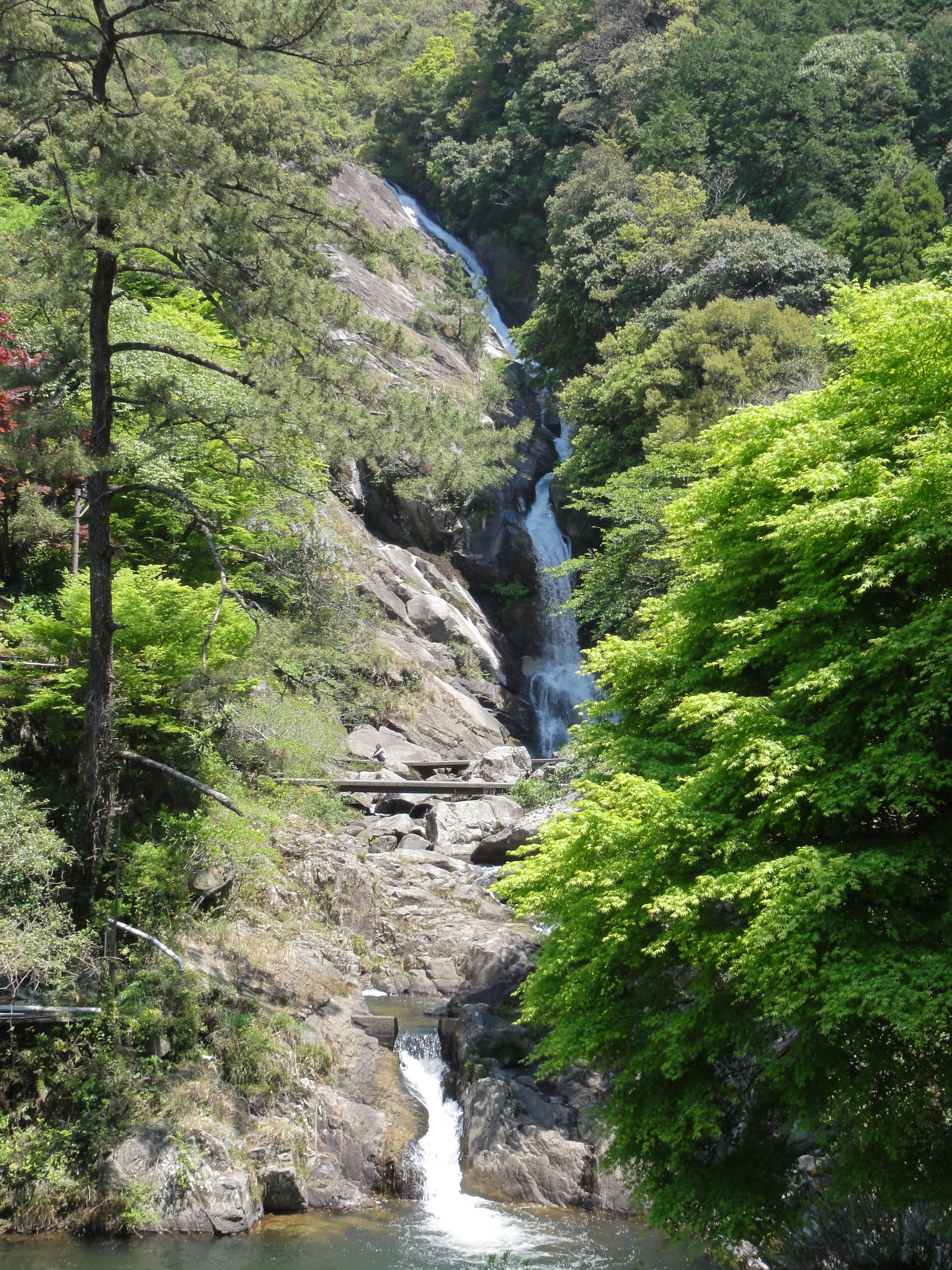
見帰りの滝
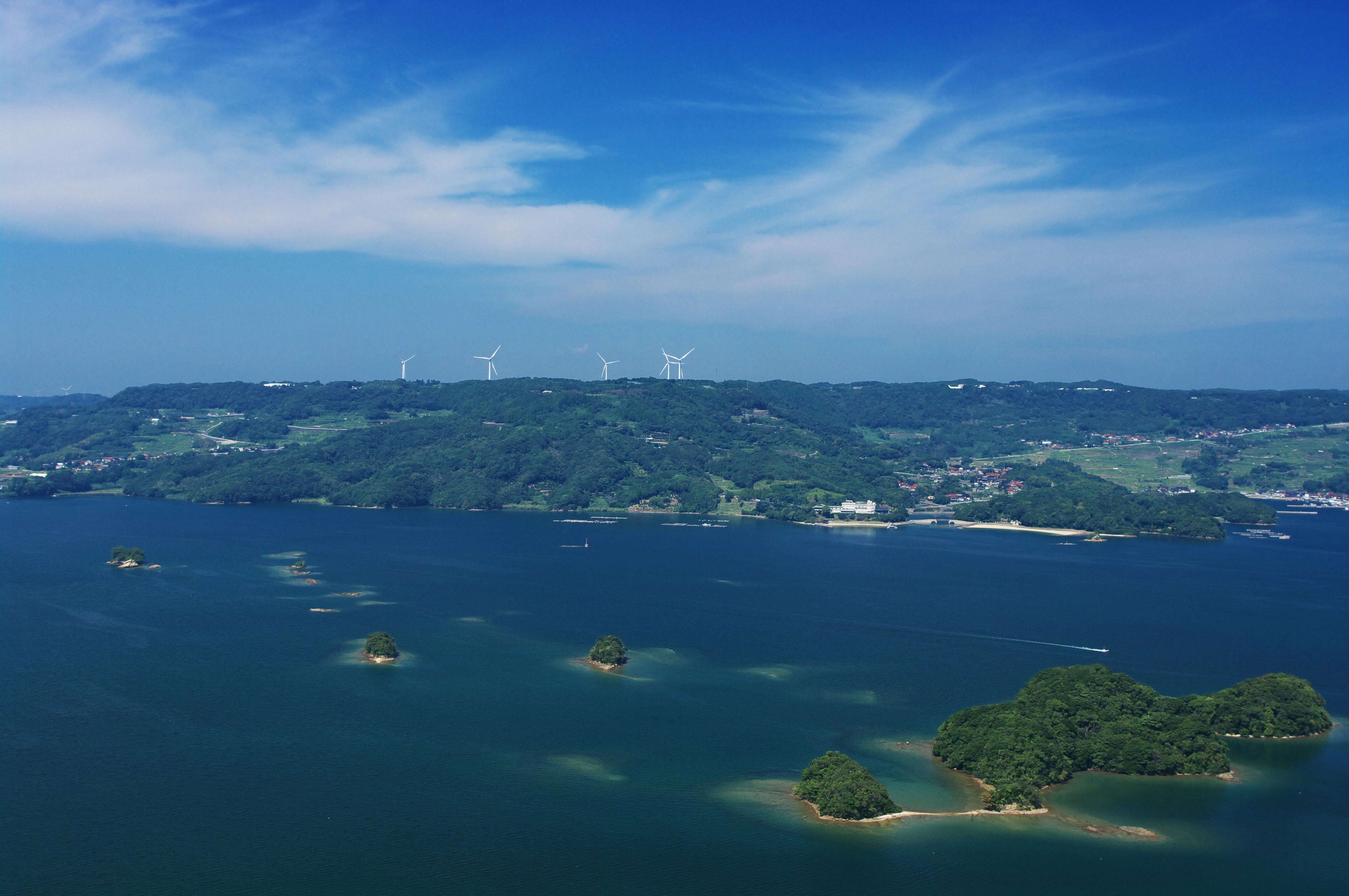
いろは島
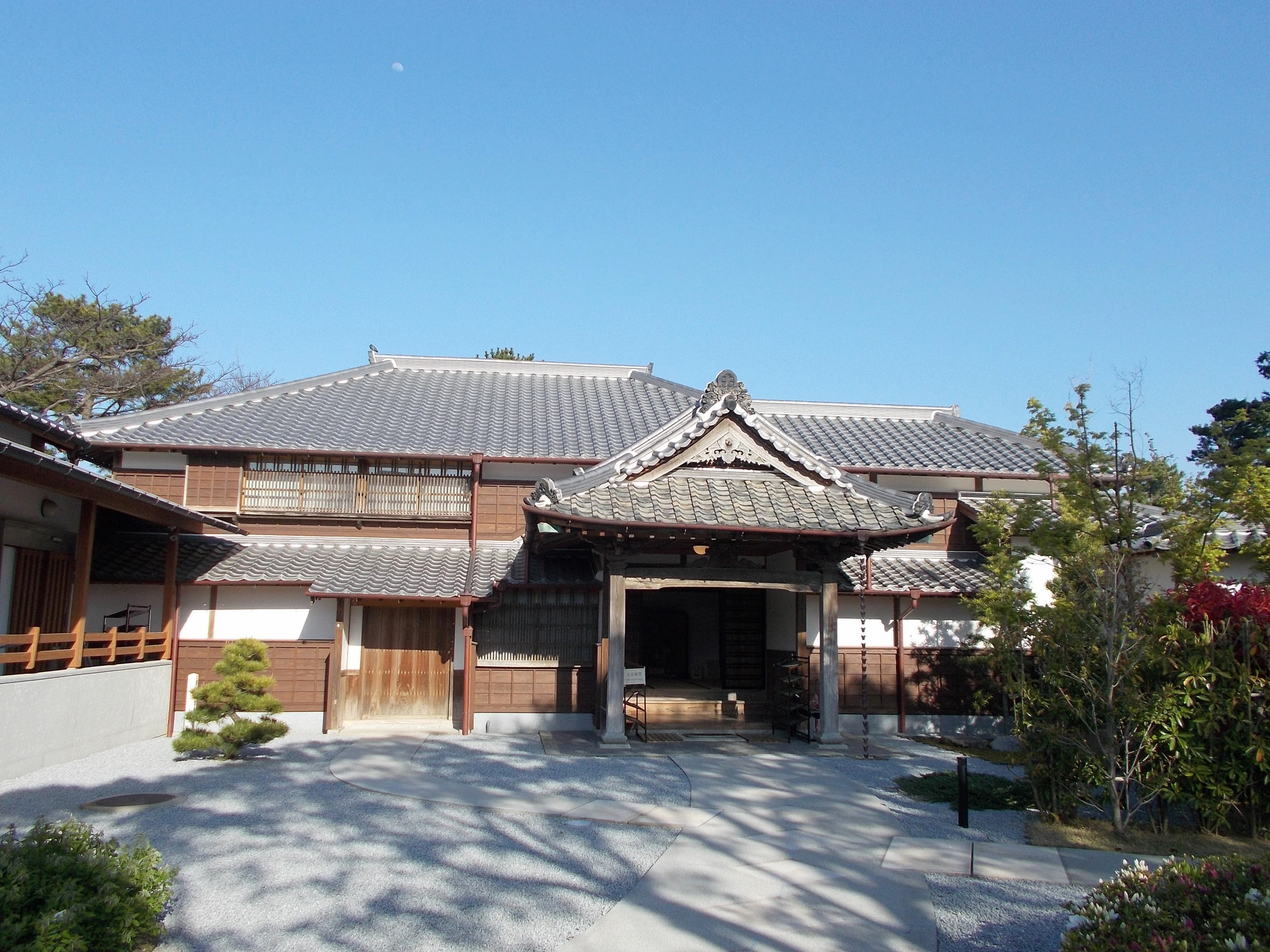
旧大島邸
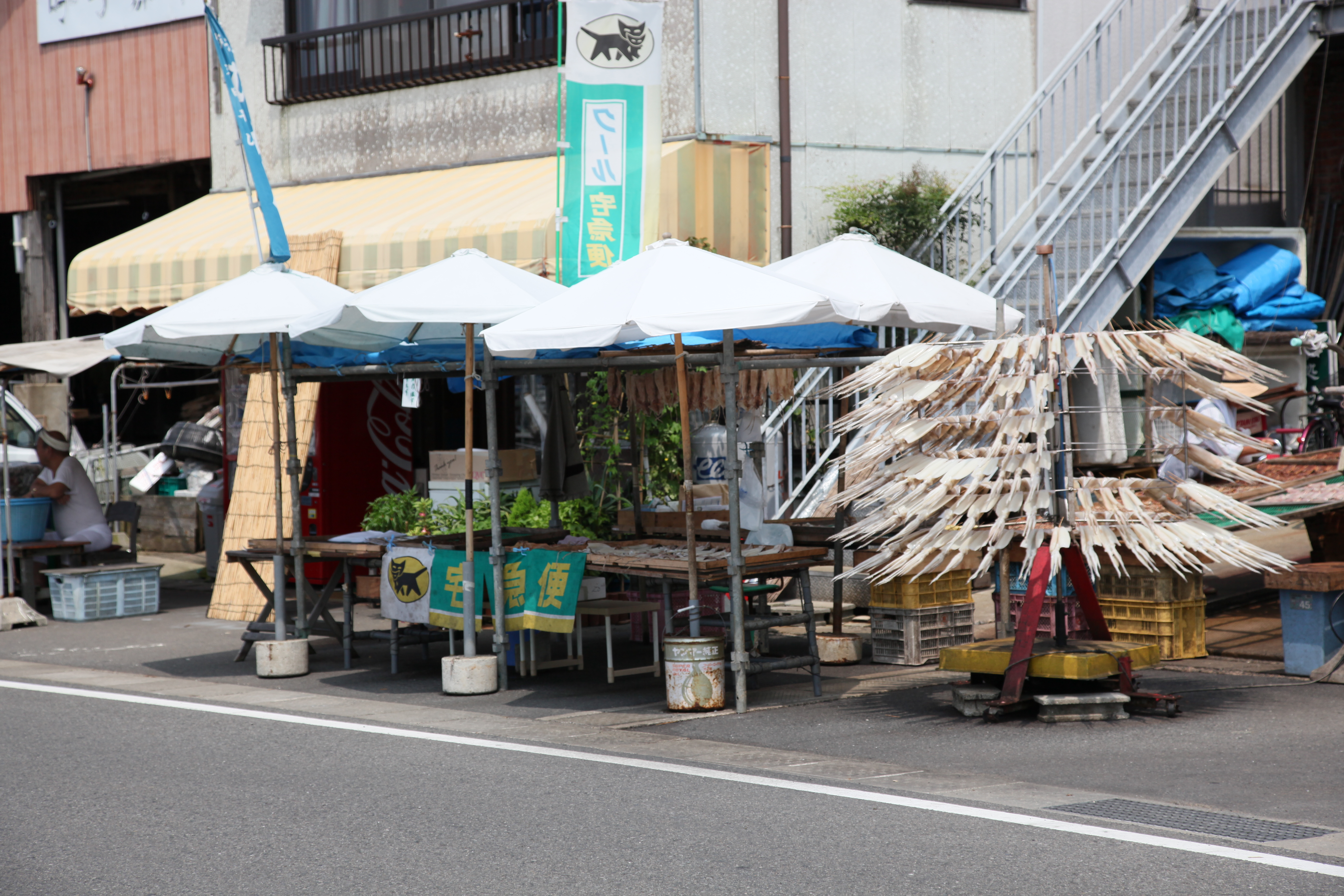
呼子朝市
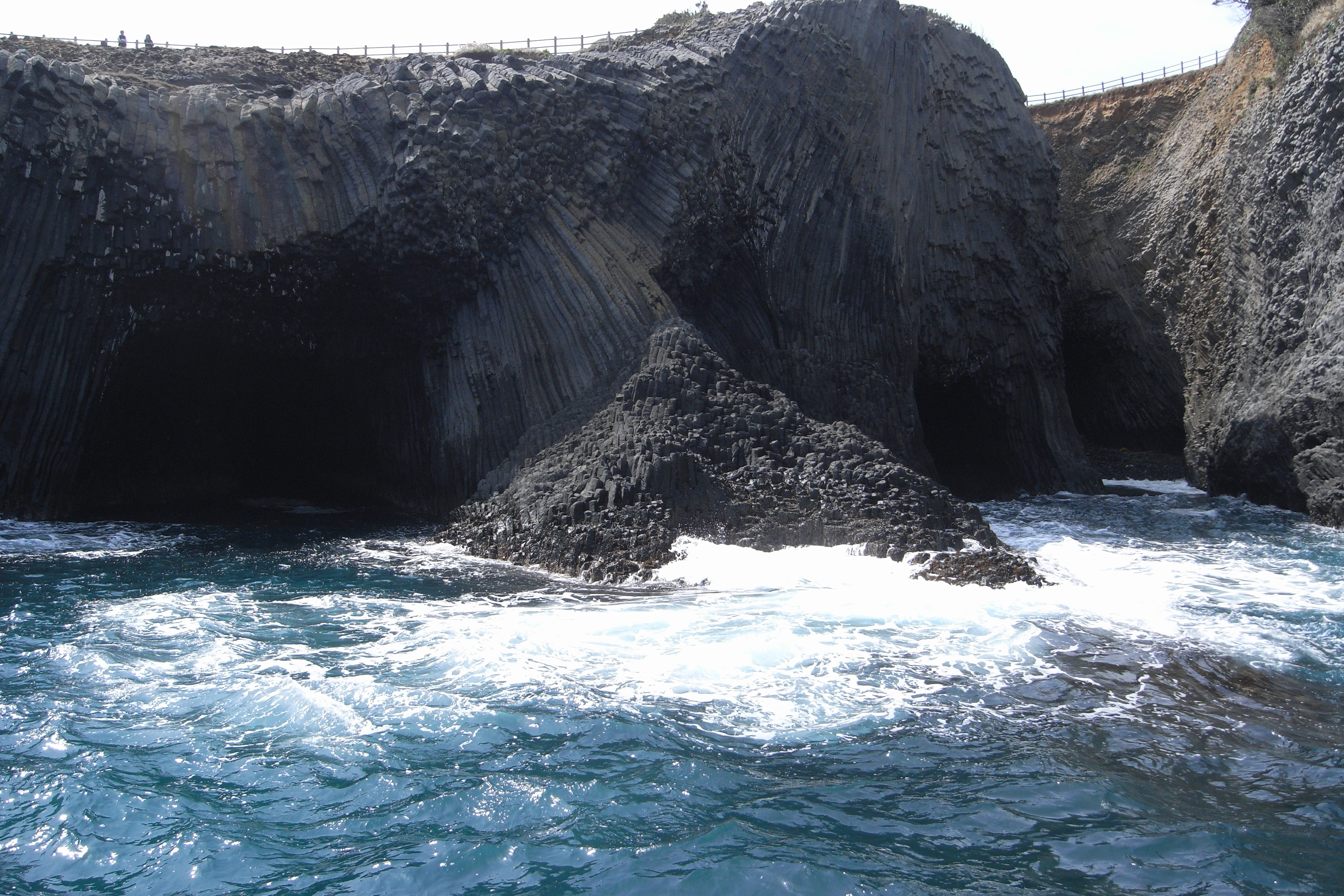
七つ釜
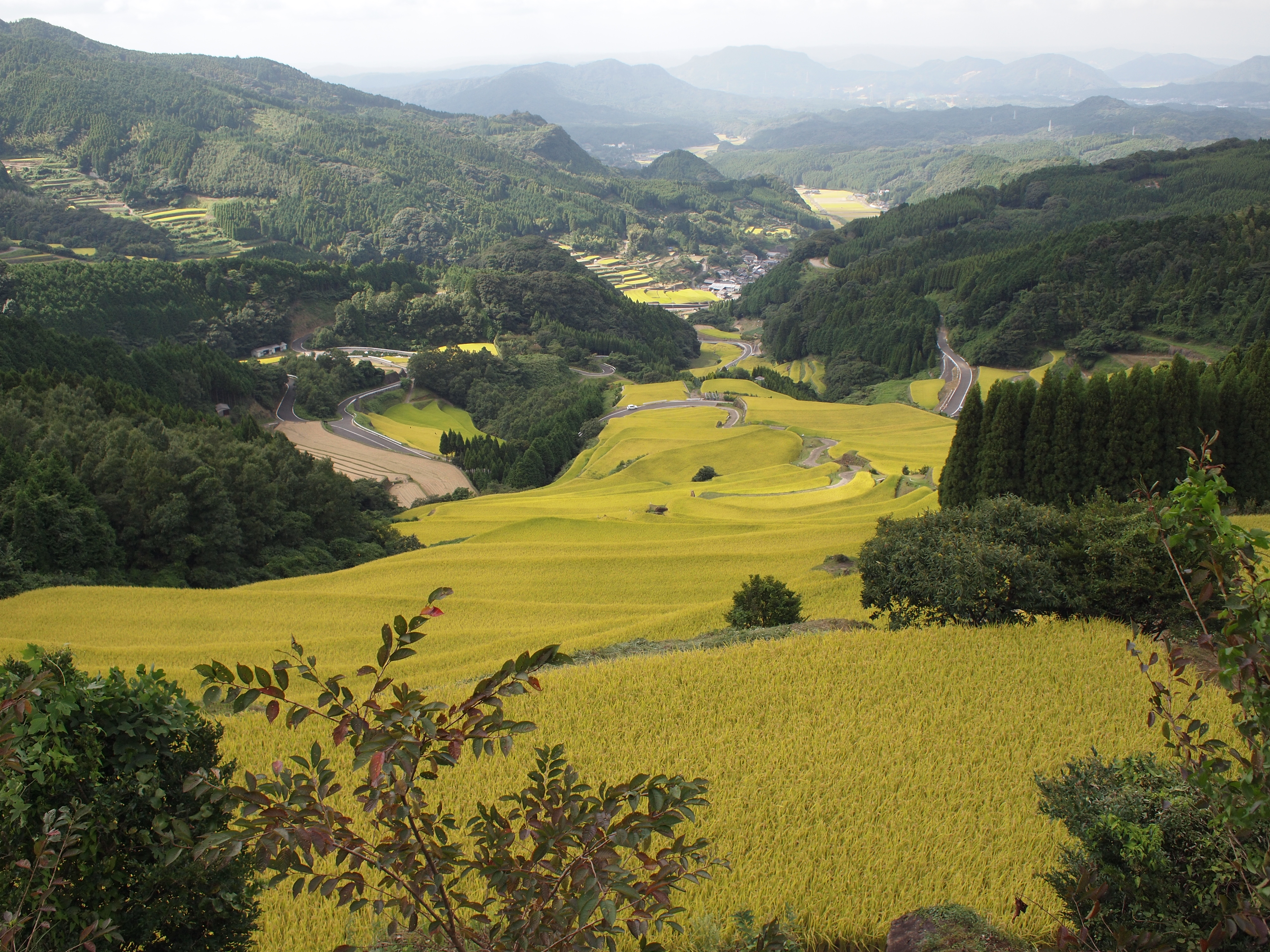
蕨野の棚田
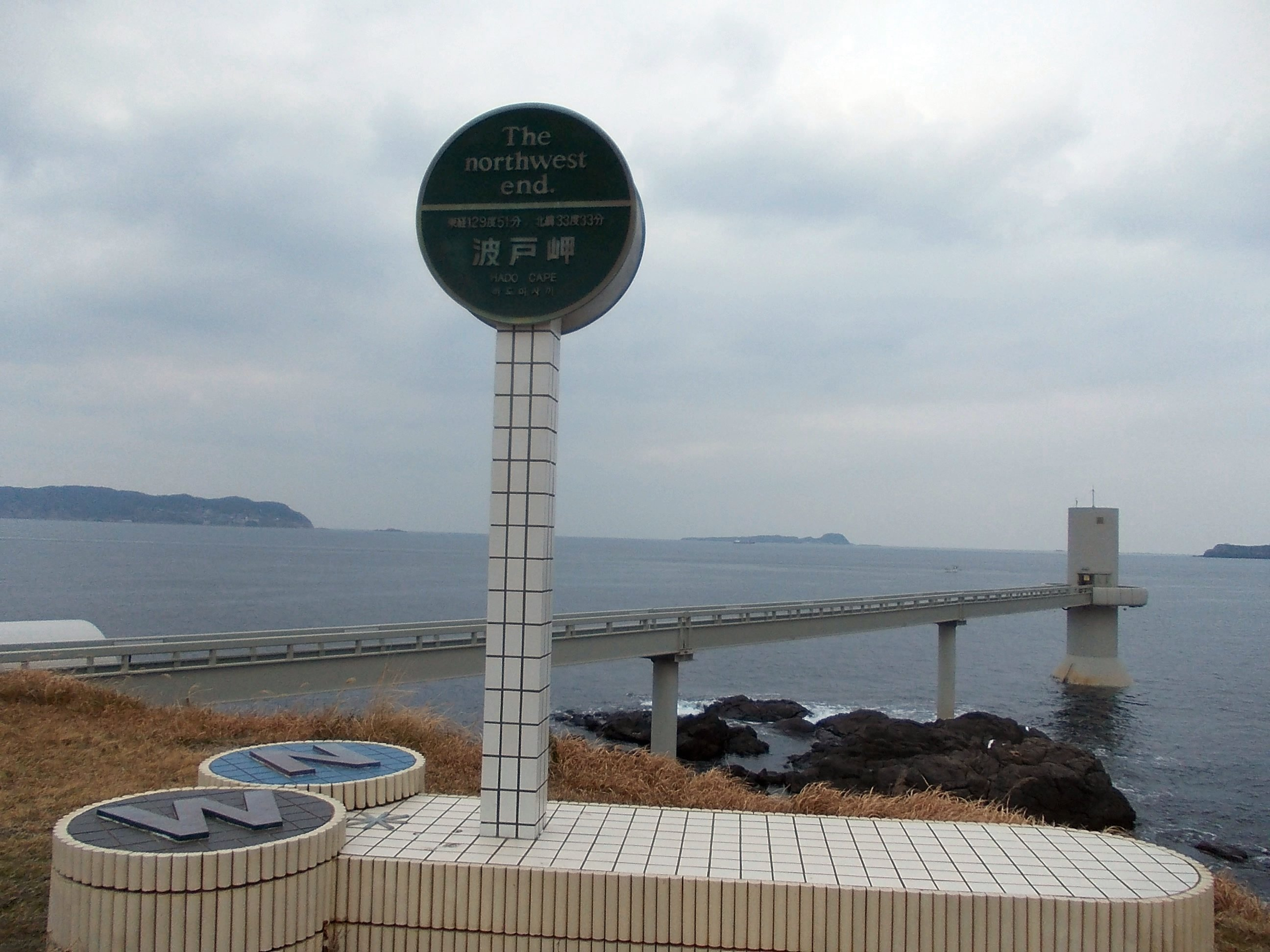
波戸岬
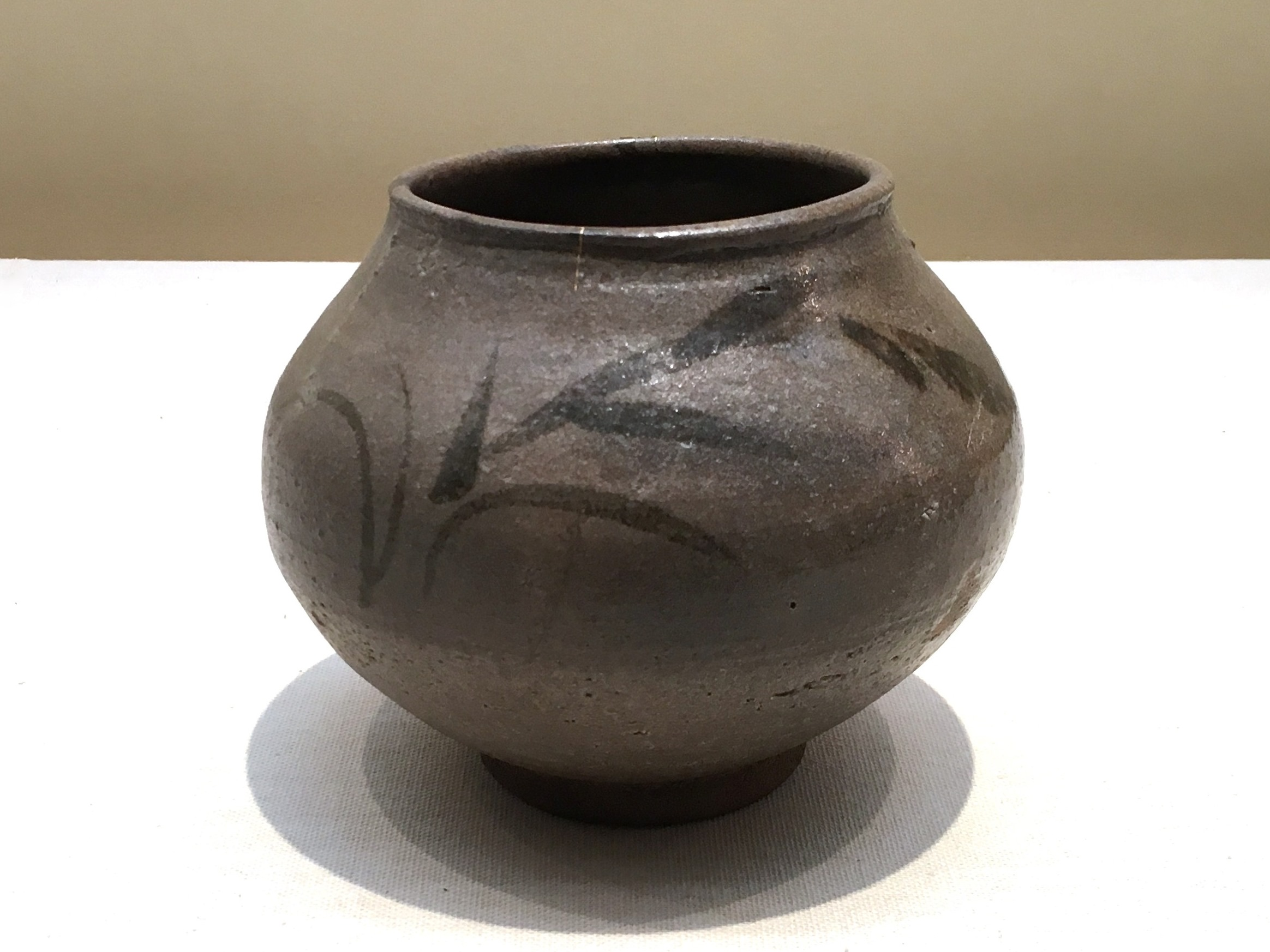
唐津焼
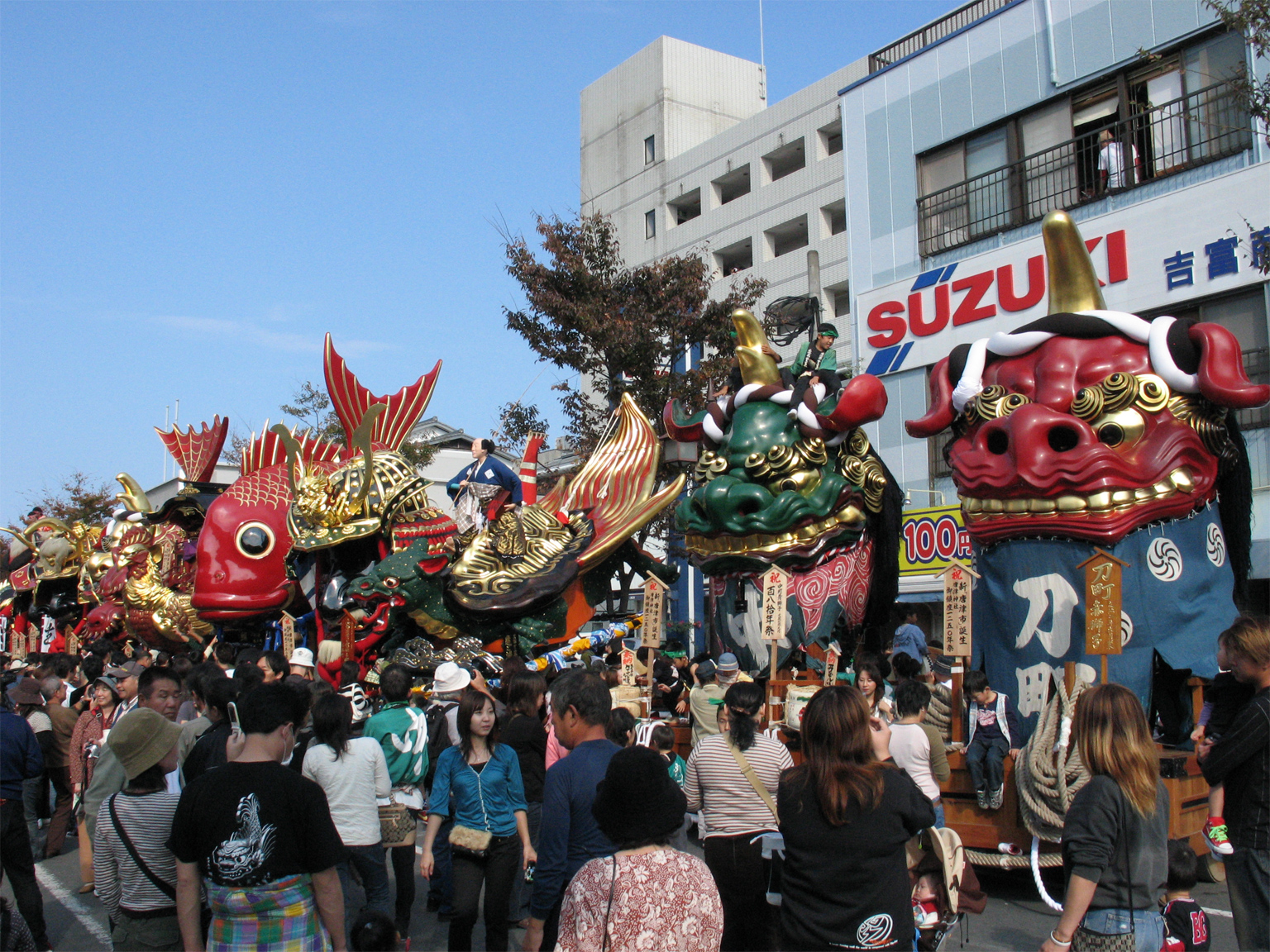
唐津くんち